# Carolina Caycedo
Carolina Caycedo (Londres, Reino Unido, 1978) es una artista multidisciplinar colombiana afincada en Los Ángeles.

## Biografía
Nació en Londres en 1978. Hija de padres colombianos. Se licenció en Bellas Artes (BFA) en la Universidad de los Andes en Bogotá, Colombia en 1999 y obtuvo una Maestría en Bellas Artes (MFA) en la Universidad del Sur de California en 2012. Ha vivido y trabajado en Los Ángeles desde 2012.

### Trayectoria artística
Su práctica artística se basa en la investigación ambiental centrada en el futuro de los recursos compartidos, la justicia ambiental, la transición energética y la biodiversidad cultural. Al contribuir a la construcción comunitaria de la memoria ambiental e histórica, busca formas de prevenir la violencia contra los seres humanos y la naturaleza.
Su trabajo se ha mostrado en museos de todo el mundo, incluso en varias bienales internacionales, como la Bienal de Arquitectura de Chicago de 2019, Bienal “Made in LA” del Hammer Museum de 2018, Bienal de Arte de São Paulo de 2016, 2010. Bienal de Pontevedra, Bienal de La Habana 2009, Trienal Poligráfica de San Juan 2009, Bienal del Whitney 2006, y Bienal de Venecia 2003.

## Obra
Su trabajo está incluido en varias colecciones de los principales museos de arte, incluido el Museo Whitney de Arte Americano y el Museo de Arte del Condado de Los Ángeles. Su trabajo también se incluye en Defining Line, una exposición de arte público de realidad aumentada.

### Daytoday (2002-2009)
Fue un proyecto individual, en el que Caycedo permaneció en ciudades metropolitanas como Nueva York, Londres y Viena sin tener dinero ni bienes de primera necesidad. Vivía el día a día ofreciendo a la gente habilidades básicas, como cortes de pelo o clases de español, a cambio de comida o de un lugar donde pasar la noche.

### To Drive Away Whiteness/Para alejar la blancura (2017)
Fue una escultura multimedia mostrada en el Hammer Museum de Los Ángeles como parte de la bienal “Made in LA” de 2018.

### Cosmotarrayas (2016)
Es una rama de su proyecto más largo en curso, Be Dammed . Cosmotarraya es una serie de esculturas colgantes realizadas con redes de pesca hechas a mano y otros objetos encontrados. Fueron recopilados durante su investigación de campo mientras estaba en el río Magdalena entrevistando a personas afectadas por la privatización de las aguas y la construcción de represas. Las redes de pesca serían teñidas y ensambladas con los distintos objetos en su estudio de Los Ángeles. Los tiñó de 3 colores específicos: negro, rojo y marrón. Se supone que estos colores hacen referencia a la coloración del flujo de lodo tóxico creado por la falla de la construcción de la presa de relaves Fundão en la mina de mineral de hierro Germano del Complejo Minero Samarco Mariana cerca de Minas Gerais, Brasil, en 2015.
Utilizó las redes de pesca para simbolizar un objeto que es todo lo contrario de lo que es una presa. Caycedo dijo al New York Times: “La presa es obra de una empresa, es impenetrable, inamovible. Corta el cuerpo del río en dos. Corta el flujo del ecosistema. Del otro lado está la red de pesca, que está hecha a mano, de pequeña escala, porosa, flexible, maleable. Deja pasar el agua pero atrapa el sustento”. Las redes de pesca también son un símbolo de los medios de vida desplazados por la construcción de represas y la privatización del agua.

### How to obtain a British passport(2013)
Es un trabajo en video basado en la actuación tanto real como ficticia de Caycedo y su amiga colombiana, realizando una ceremonia de matrimonio civil.

### Be Dammed(2012)
Es un conjunto de videos, libros de artista y obras de instalación que se centran en las comunidades colombianas que residen alrededor del río Magdalena en Colombia y que están siendo afectadas por industrias extractivistas como la construcción de represas y la privatización de la río.En español denomina al proyecto Represa/Represión.
Para 2014, 200.000 residentes colombianos habían sido desplazados debido a los proyectos de extracción de recursos junto con el río y la privatización de la tierra, y Caycedo ha sido investigado sobre las consecuencias de la reubicación para crear esta obra de arte. En 2019 presentó una pieza performance, Beyond Control en el Museo de Arte Moderno de Medellín, Colombia. La actuación, coreografiada en colaboración con Rebeca Hernández, buscaba visualizar las relaciones entre las represas y cómo los humanos gestionan los cuerpos de agua.

### Apariciones/Apparitions
Es una obra en video que debutó en la Biblioteca Huntington como parte de la iniciativa de arte contemporáneo de la institución llamada "/five". El vídeo de nueve minutos y medio muestra bailarines fantasmales que habitan la colección de The Huntington.

### The Collapse of a Model
Consta de dos fotomontajes masivos hechos de imágenes satelitales compuestas de tres lugares de represas importantes. La obra sugiere una esperanza, no hacia el fin del modelo capitalista de extracción de recursos.

## Exposiciones
Su obra ha sido expuesta en el Museo ARTIUM de Arte Contemporáneo (2023), el Instituto de Arte Contemporáneo (ICA) de Boston, Massachusetts (2020); el Museo de Arte del Condado de Orange en Santa Ana, California (2019); el Muzeum Sztuki en Lodz, Polonia (2019); la Comisión Económica de las Naciones Unidas para Europa (CEPE) en Astaná, Kazajistán (2018); el Nuevo Museo de Arte Contemporáneo (NUMU) de Guatemala (2017); Relojería en Los Ángeles, California (2015); el Instituto de Visión en Bogotá, Colombia (2014);daadgalerie en Berlín, Alemania (2013); y la Galerie du Jour en París, Francia (2013).
Ha participado en exposiciones colectivas en el Ulrich Museum of Art, Wichita, Kansas (In the Wake, 2019); Bienal de Arquitectura de Chicago en Chicago, Illinois (2019); el Museo de Arte São Paulo en Brasil (2019); el Hamburger Bahnhof en Berlín, Alemania (2018); el Museo Hammer en Los Ángeles, California (2018); el Museo Whitney de Arte Americano en la ciudad de Nueva York, Nueva York (2018); el Museo de Arte de Seúl en Seúl, Corea (2017); el Museo de Arte del Condado de Los Ángeles (LACMA) en Los Ángeles, California (2017); Les Recontres d'Arles en Arlés, Francia (2017); y el Instituto KW de Arte Contemporáneo de Berlín, Alemania (2014).
‘Tierra de los amigos’ fue su primera exposición en Europa, en el IVAM, centrado en la construcción de una memoria ambiental como espacio para la conservación y la justicia social.

## Premios y reconocimientos
- Fue galardonada con la “Iniciativa Cinco” del Vincent Price Art Museum, en Monterey Park, California, y The Huntington Library, en San Marino, California, Estados Unidos.[8]Este premio se centra en la ampliación de las colecciones de arte de la Biblioteca Huntington, con el objetivo de que las personas artistas premiadas creen nuevas obras en torno al tema de la identidad.[30]
- 2015 Ganó el Premio Creative Capital Visual Arts 2015.[31]
- 2023 Finalista del Premio Artes Mundi en Gales.[32]
- 2023 United States Artists Fellowship.[33]
- 2023 Soros Arts Fellowship.[34]
- 2023-2024 Artista residente en el Getty Research Institute.[35]

## Vida personal
Es madre de una hija y de un hijo.